# Varlam Avanesov
Varlam Alexandrovich Avanesov  (em russo:  Варлаам Александрович Аванесов; nascido Suren Karpovich Martirosyan, russo: Сурен Карпович Мартиросян; 24 de março de 1884 – 16 de março de 1930) foi um bolchevique armênio e político comunista soviético.
Avanesov nasceu em uma família camaronesa armênia no Oblast de Carse, uma região historicamente armênia do Império Russo (na Turquia atual).
Juntou-se ao movimento revolucionário em meados de 1890 e ao Partido Operário Social-Democrata Russo em 1903. Inicialmente ele se aliou aos mencheviques, mudando-se para a facção bolchevique em 1914. De 1907 a 1913 viveu na Suíça, estudando na Faculdade de Medicina da Universidade de Zurique. Foi secretário do grupo do POSDR em Davos.
Em 1917 tornou-se um membro do Presidium do Comitê Executivo Central de Todas as Rússias; em 1920-1924, o vice-comissário do Povo da Inspeção dos Operários e dos Camponeses, membro do Colégio da Tcheka, e mais tarde Vice-Comissário do Povo para o Comércio Exterior.